# 徐步垣
徐步垣（1889年—1970年）字咸皎。江西省德兴县黄柏乡人。中华民国法学家、法官。

## 生平
清朝末年，徐步垣毕业于江西官立法政讲习科。民国元年（1912年），徐步垣参加江西省司法官考试，获得第一名。此后历任长宁县、进贤县司法课长、进贤审查所一等帮审员兼筹办地方分厅委员。民国3年（1914年），入北京中央法政学校学习。民国5年（1916年），通过北洋政府的高等文官考试，此后历任司法部主事、最高法院科长、司法行政部科长、最高法院书记官、推事、民庭庭长。其间，抗日战争时期，随机关迁至重庆，国民政府还都南京后又迁回南京。
民国38年（1949年）赴台湾，任司法院大法官。1968年，任司法院顾问。
1970年，徐步垣逝世。

## 著作
- 《刑法义例》 [1]

## 荣誉
- 五等景星勋章（1946年1月1日批准[2]）